# مارك هوليس (مغني)
مارك هوليس (بالإنجليزية: Mark Hollis)‏ هو موسيقي وعازف ومغن مؤلف ومغني وكاتب أغاني وملحن بريطاني، ولد في 4 يناير 1955 في لندن في المملكة المتحدة، وتوفي بنفس المكان في 25 فبراير 2019.

## وصلات خارجية
- مارك هوليس على موقع IMDb (الإنجليزية)
- مارك هوليس على موقع ميوزك برينز (الإنجليزية)
- مارك هوليس على موقع أول ميوزيك (الإنجليزية)
- مارك هوليس على موقع ديسكوغز (الإنجليزية)